# Charles Townley in his Sculpture Gallery
Charles Townley in his Sculpture Gallery, auch Charles Townley and his Friends in the Townley Gallery, 33 Park Street, Westminster, ist ein Gemälde des deutsch-britischen Malers Johann Zoffany, das zwischen 1781 und 1783 geschaffen wurde und als Galeriebild den Auftraggeber Charles Townley sowie drei von dessen Freunden in Townleys Bibliothek und zwischen dessen Antikensammlung zeigt.

## Beschreibung und Einordnung
Charles Townley, ein reicher englischer Landedelmann, war ein bedeutender Sammler von antiken Kunstwerken. Diese dienten nicht nur der Gelehrsamkeit, sondern immer auch als repräsentative Objekte zur Selbstdarstellung des Besitzers. Townley sitzt auf einem gepolsterten Lehnstuhl am rechten Bildrand, er wird komplett im Profil gezeigt und schaut nach links in die Szenerie. Auf seinem Schoß liegt ein Buch, mit dem Finger einer Hand scheint er auf die Stelle zu zeigen, an der er gerade liest. In der Bildmitte sitzt sein Freund und Protegé Pierre-François Hugues d’Hancarville. Auch er sitzt auf einem gepolsterten roten Lehnstuhl, anders als Townley ist er aber im Halbprofil wiedergegeben. Mit der linken Hand hält er ein Buch, das er auf dem vor ihm stehenden Tisch abgelegt hat. Townley und d’Hancarville scheinen in ein Gespräch vertieft. Hinter Hugues d’Hancarville stehen rechts Thomas Astle und links Charles Francis Greville, beide in ein Gespräch vertieft. D’Hancarville war ein bekannter Kunsthistoriker seiner Zeit, der vor allem als Bearbeiter der Sammlung von William Hamilton hervorgetreten ist. Astle war ein bekannter Antiquar und Paläograf und Greville, Neffe Hamiltons, war ebenfalls Kunstsammler.
Im Hintergrund des Bildes ist in einem großen Bücherschrank ein Teil der Townleyschen Bibliothek zu sehen. Der Rest des Bildes wird von verschiedenen Antiken dominiert, die nicht in realer Aufstellungsweise angeordnet sind. Am augenfälligsten ist hinter Astle die sogenannte Townley Venus. Auf dem Tisch steht vor d’Hancarville eine Büste der Klytia. Vor dem Tisch steht auf dem Boden die Statue eines Fauns im barberinischen Typus. Im Vordergrund steht links eine falsch rekonstruierte Kopie des Diskobolos, die sich heute wie die restliche Sammlung im British Museum befindet, daneben eine Büste der Athena, daneben eine Kopie der Knöchelspielerin. Rechts sieht man die Townley Sphinx. Auf dem Schrank hinter Townley stehen mehrere Büsten, direkt hinter ihm eine Büste des Homer. An der gegenüberliegenden Wand hängen mehrere Reliefs, darunter recht oben in nicht korrekt wiedergegebenen Proportionen das Grabrelief des Schuhmachers Xanthippos. Daneben steht auf einem Absatz eine attisch-schwarzfigurige Amphora. Auf dem Bücherschrank im Hintergrund erkennt man die marmorne Townley Vase, über der Tür ist ein Relief mit einem Pferd und dessen Führer aus der Hadriansvilla in Tivoli angebracht. Durch die Abbildungen in dem Bild kann man die Provenienz vieler Sammlungsstücke bis in die Lebenszeit von Charles Townley zurückverfolgen. Damit ist das Bild ein wichtiges Zeugnis der Antikenrezeption.

## Abbildungen von dargestellten Originalstücken

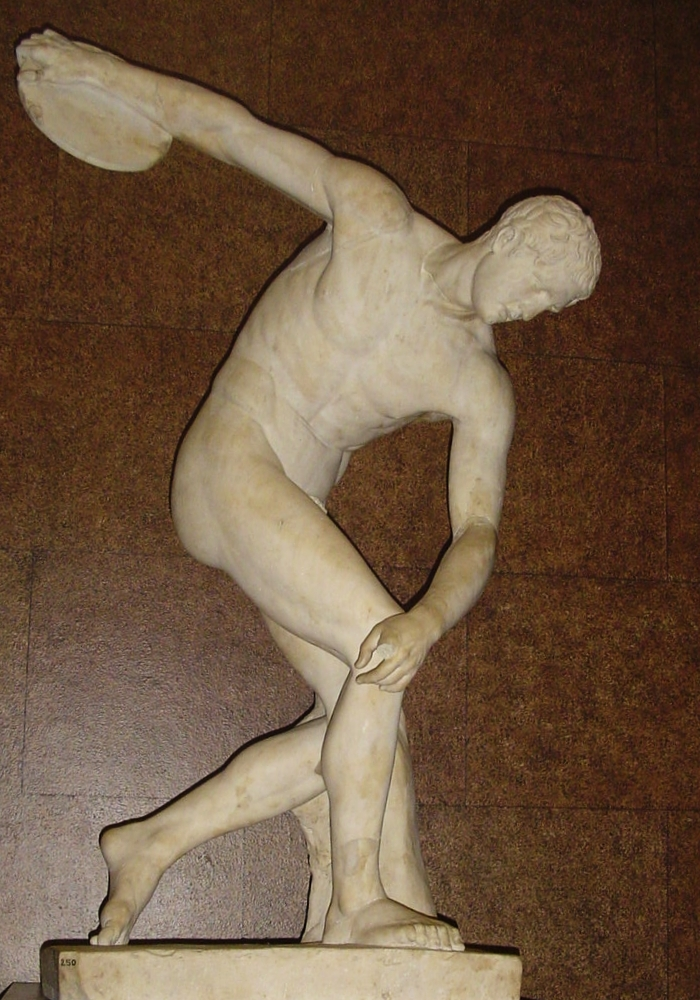
Diskobolos
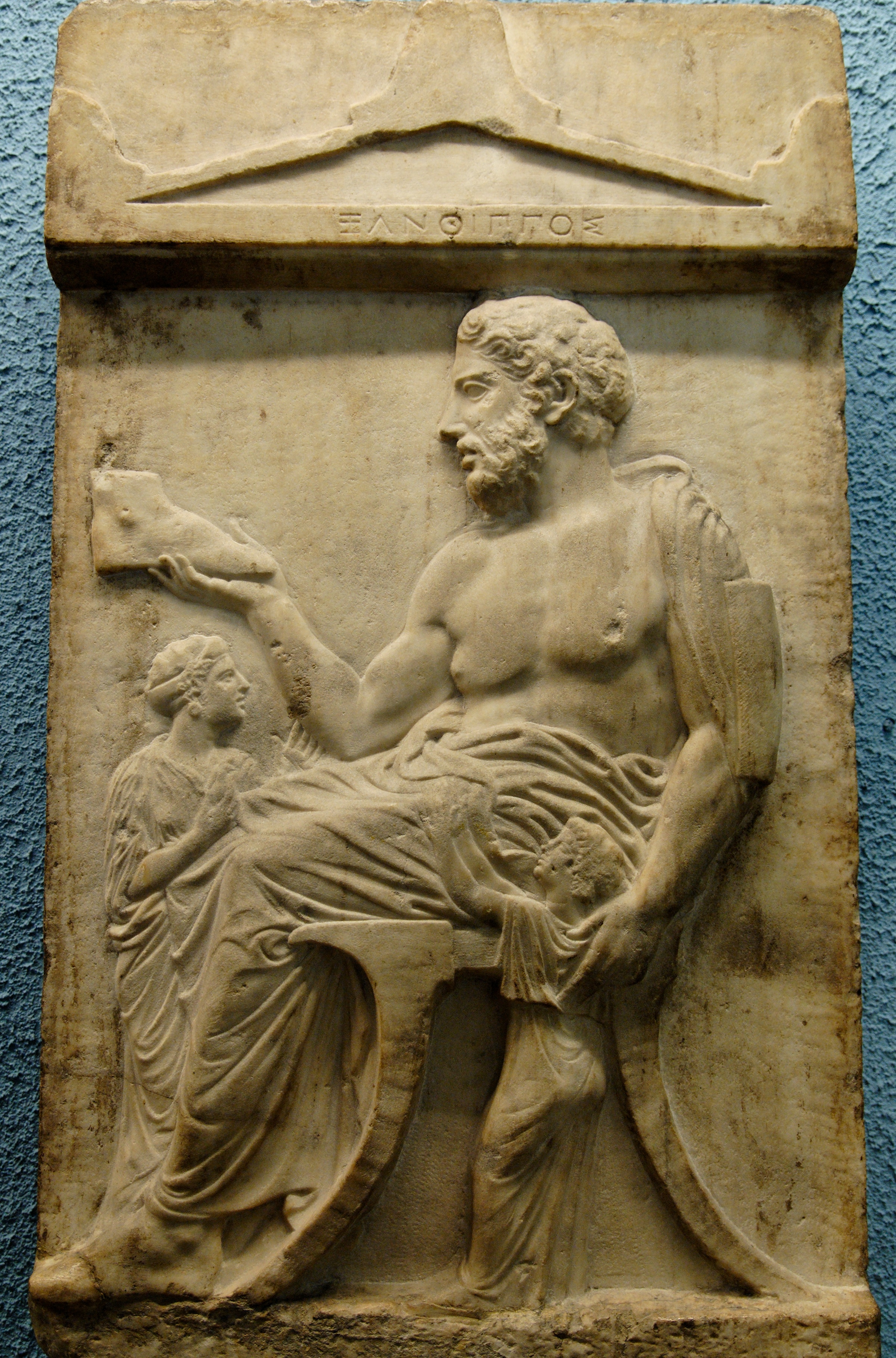
Grabstele des Xanthippos
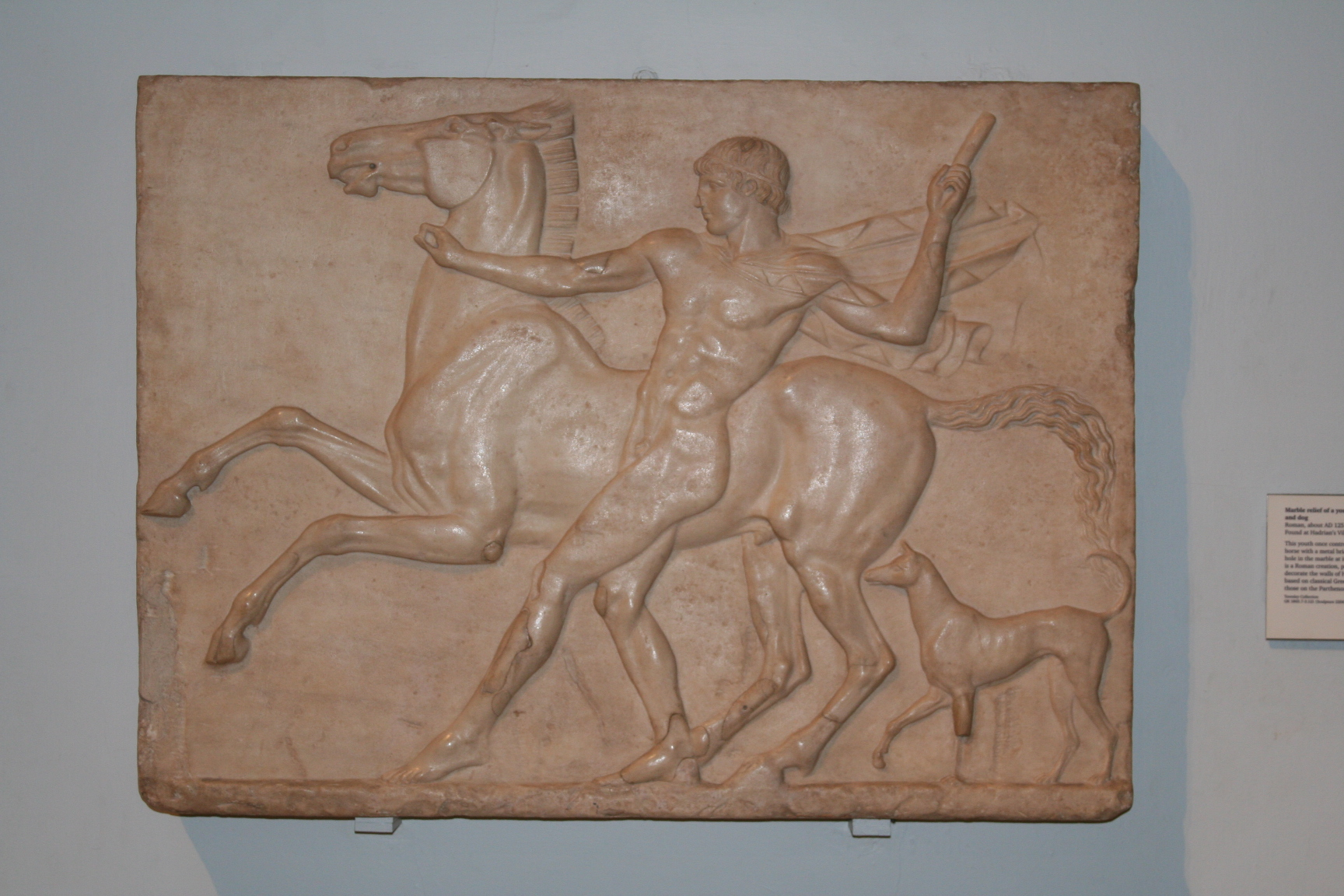
Relief aus der Hadriansvilla
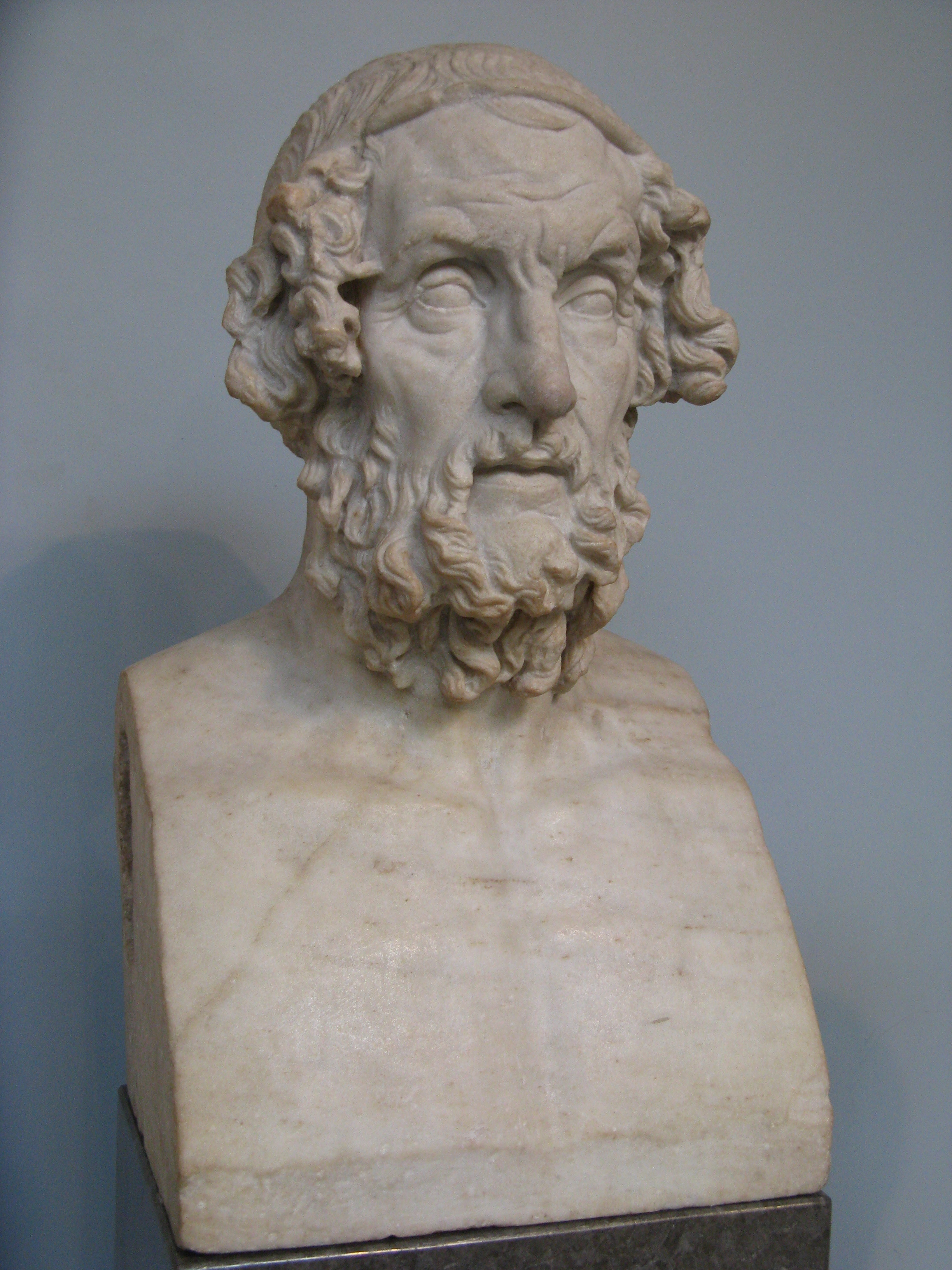
Homerbüste
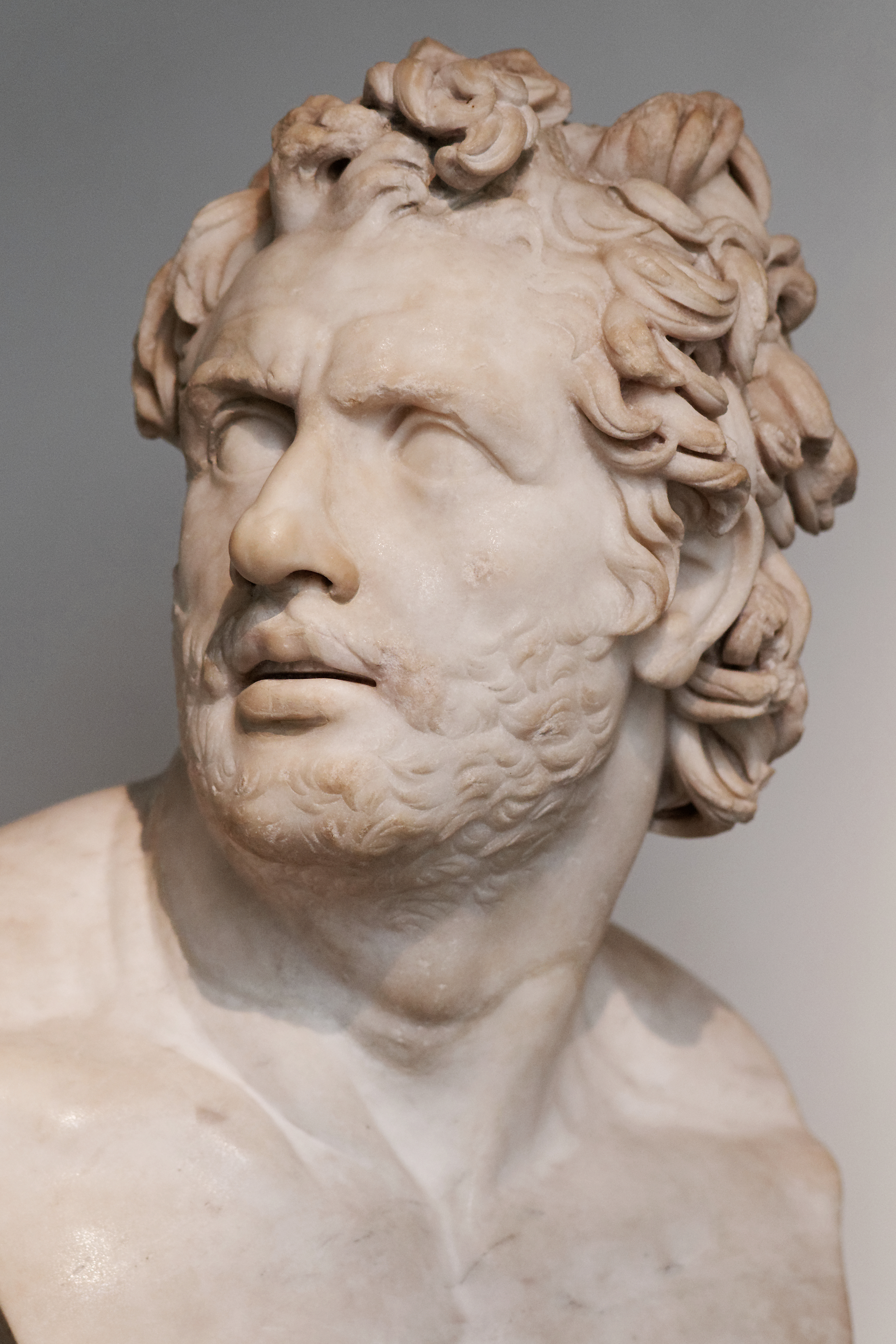
Büste eines Gefährten des Odysseus
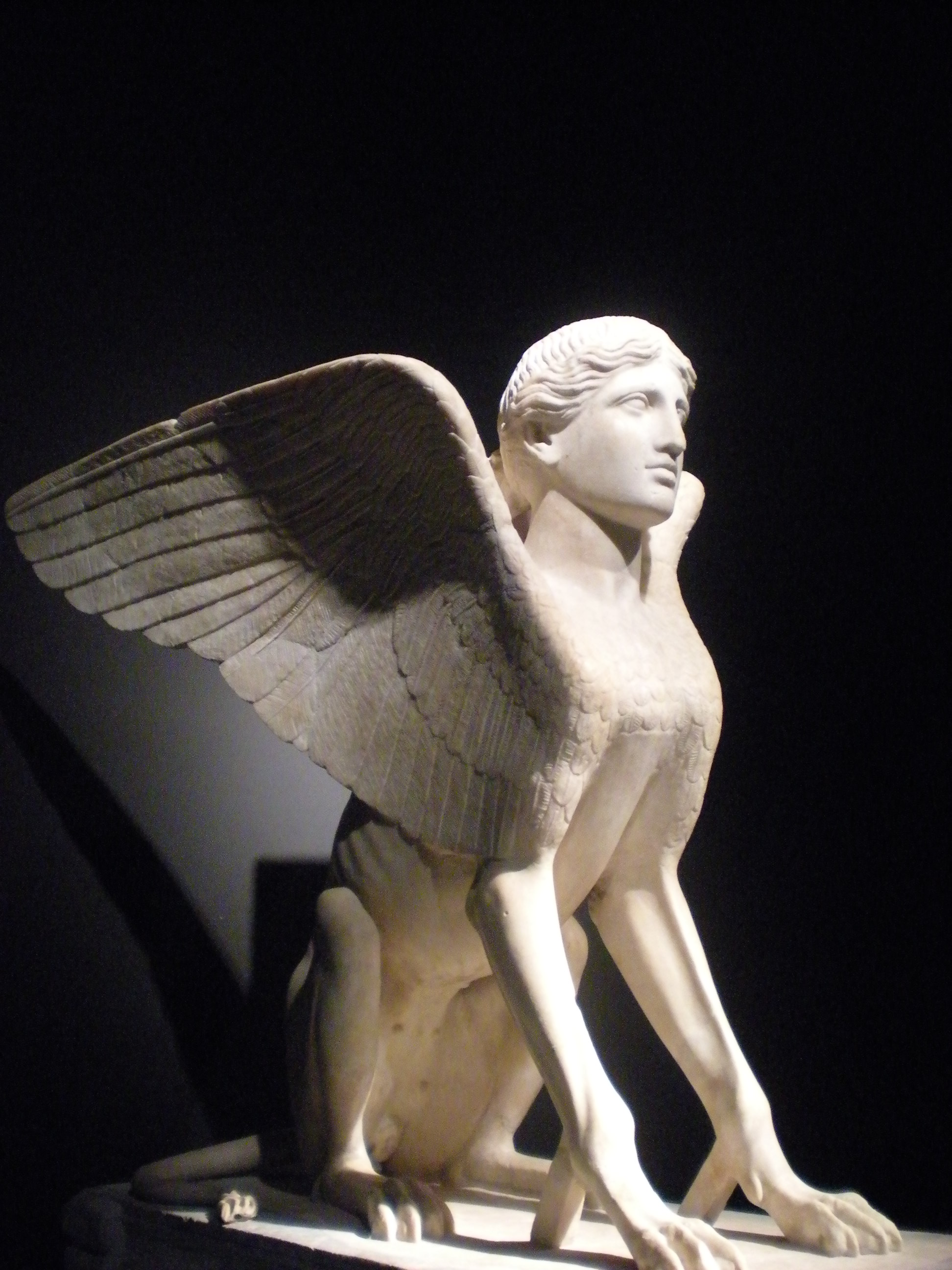
Sphinx
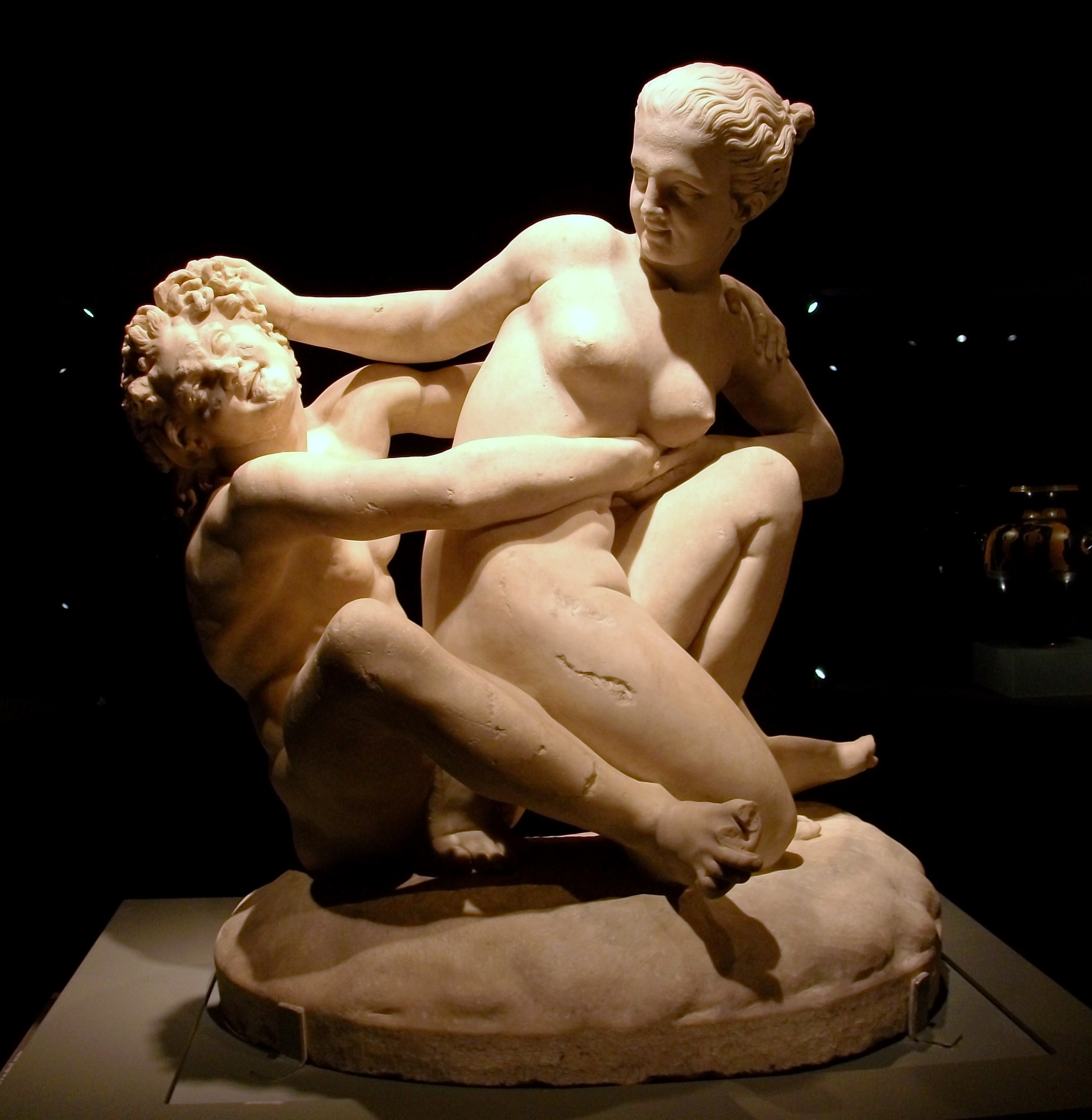
Satyr und Nymphe
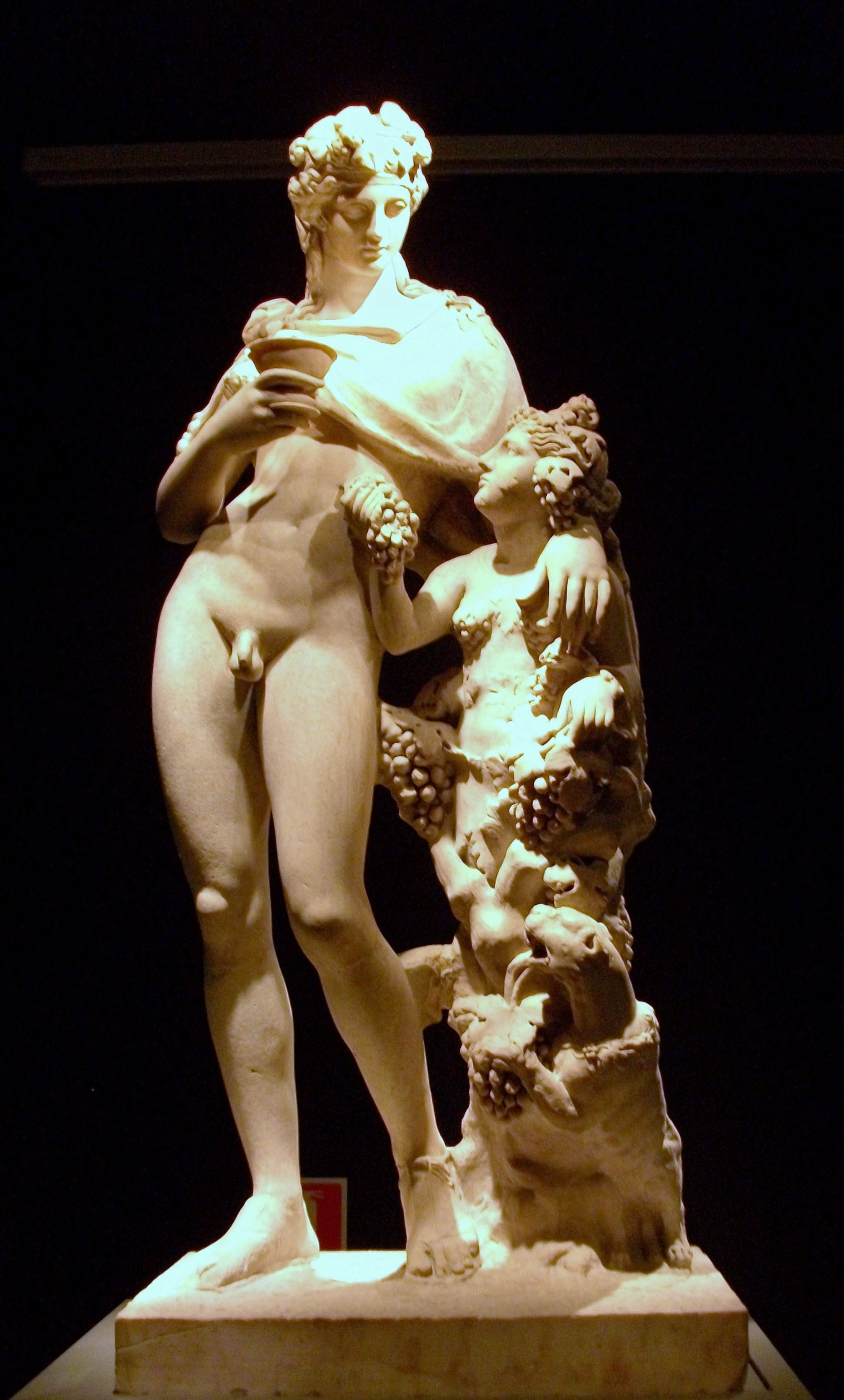
Dionysos und die Personifikation des Weines
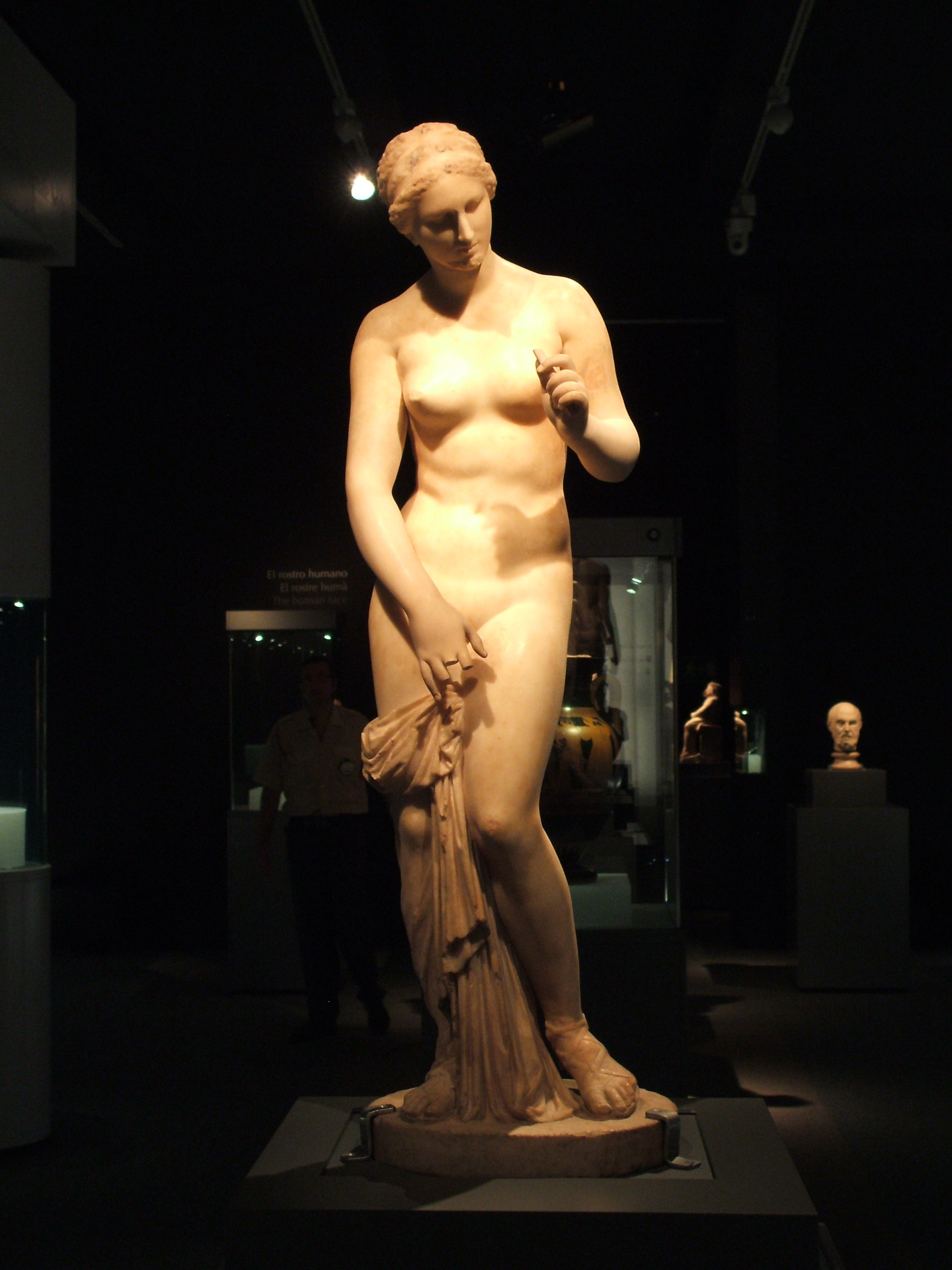
Statue der Venus aus Ostia